# Pic du Midi de Bigorre
Il Pic du Midi de Bigorre (in occitano gascone Pic de Mieidia de Bigòrra) è una montagna dei Pirenei, alta 2.877 m s.l.m., particolarmente conosciuta per la presenza sulla vetta dell'omonimo osservatorio astronomico e per ospitare antenne di telediffusione del segnale televisivo. Non va confuso con un'altra cima pirenaica, il Pic du Midi d'Ossau (2.884 m. s.l.m.).

## Geografia

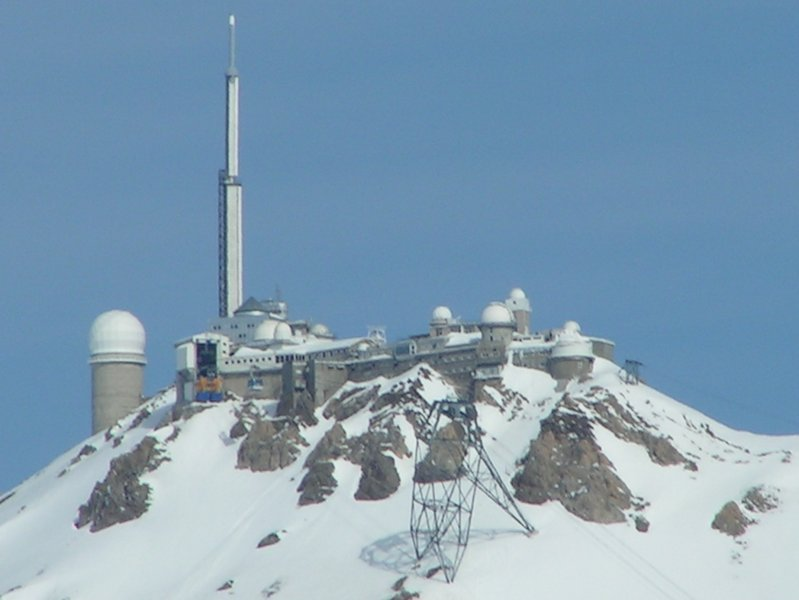
Vista dell'osservatorio in inverno. Si distinguono le cupole dell'osservatorio, le antenne della televisione e la cabina della teleferica

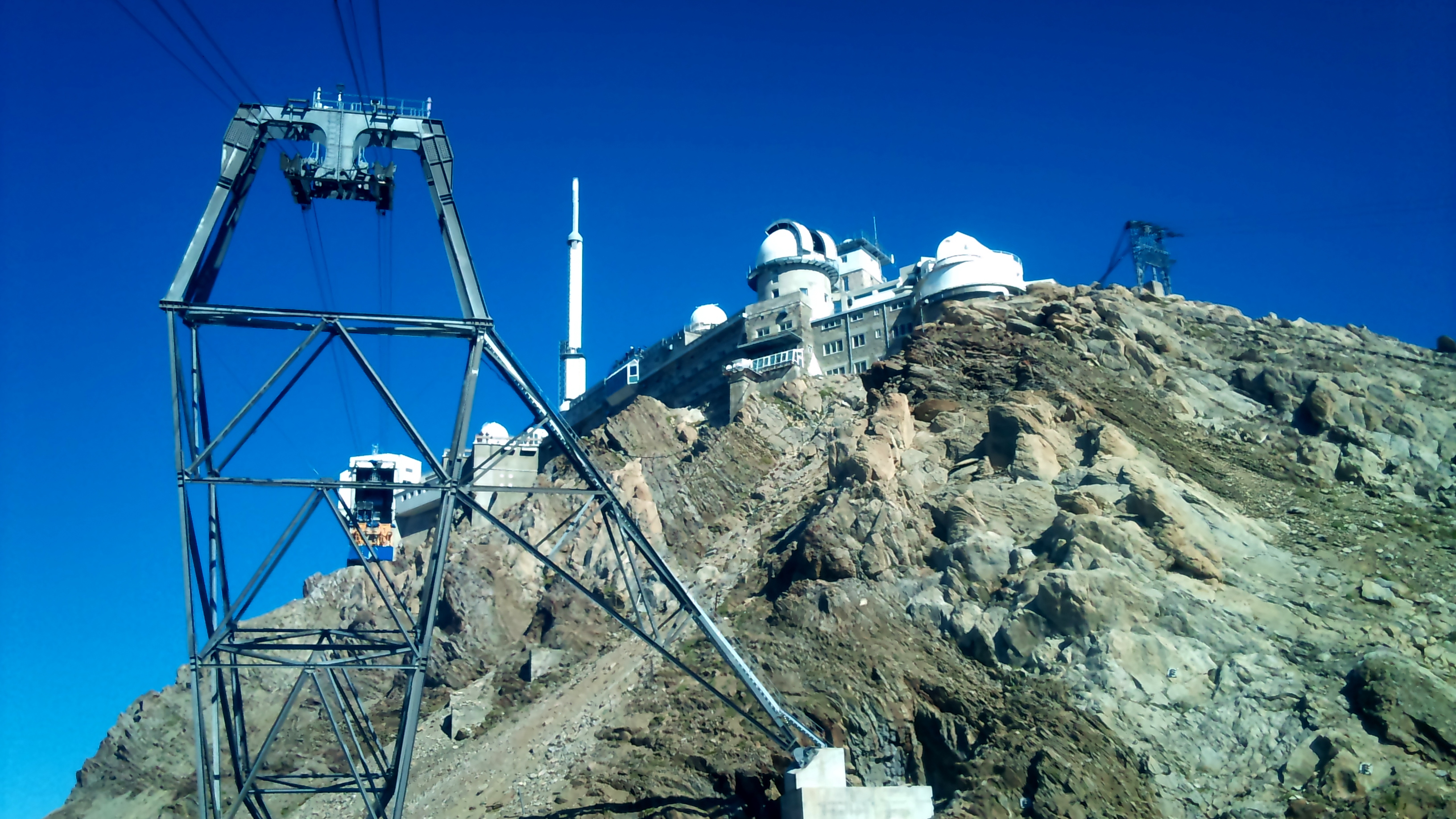
L'Osservatorio visto dall'ultimo pilone della teleferica.

È situato nei Pirenei francesi nel dipartimento degli Alti Pirenei, vicino alla città di Bagnères-de-Bigorre. Essendo situato in posizione avanzata in riferimento alla catena dei Pirenei, il Picco è conosciuto per il suo panorama sulla catena delle montagne franco-spagnole. È possibile salire sul monte a piedi attraverso sentiero oppure utilizzando la teleferica che parte da La Mongie.

## L'osservatorio
L'osservatorio astronomico è un luogo di osservazione e di ricerca. La meteorologia e l'astronomia sono state le principali motivazioni della creazione di questo osservatorio.